# Michael Bitz (Jurist)
Michael Bitz (* 6. Dezember 1957 in Dudweiler) ist ein deutscher Jurist. Von 2014 bis 2023 war er Präsident des Oberverwaltungsgerichtes des Saarlandes.

## Leben und Wirken
Bitz besuchte die Albert-Schweitzer-Schule in Dudweiler und anschließend das Theodor-Heuss-Gymnasium in Sulzbach/Saar. Nach dem Abitur studierte er Rechtswissenschaften an der Universität des Saarlandes. 1987 nahm Bitz seine Tätigkeit als Richter in der Verwaltungsgerichtsbarkeit des Saarlandes auf. 1994 wurde er Richter am Oberverwaltungsgericht. Ab dem 1. April 2014 war Bitz Präsident des Oberverwaltungsgerichtes des Saarlandes.